# Jiří Langmajer
Jiří Langmajer (ur. 3 czerwca 1966 w Pilźnie) – czeski aktor filmowy, teatralny i telewizyjny.

## Wybrana filmografia
- 1983: Kluk za dvě pětky
- 1985: Třetí patro
- 1987: Proč?
- 1987: Prízrak
- 1987: Pejzaż z meblem (Krajina s nábytkem)
- 1987: Poslední leč Alfonse Karáska
- 1988: Cóż to za wojak? (Copak je to za vojáka...)
- 1988: Przyjaciel na niepogodę (Kamarád do deště)
- 1989: Właściwie nic się nie stało (Vlastně se nic nestalo)
- 1989: Vlak dětství a naděje – serial TV
- 1989: Dobrodružství kriminalistiky
- 1990: Nemocný bílý slon
- 1991: Cichy ból (Tichá bolest)
- 1991: Pohádka o touze
- 1991: Dívčí válka
- 1993: Zámek v Čechách
- 1993: Pomalé šípy
- 1994: Jeszcze większy idiota, niż sądziliśmy (Ještě větší blbec, než jsme doufali)
- 1994: Dzięki za każde nowe rano (Díky za každé nové ráno)
- 1995: Bylo nás pět – serial TV
- 1997: Jak si zasloužit princeznu
- 1997: Oszalała ziemia (Zdivočelá země)
- 1997: Četnické humoresky – serial TV
- 1997: Pták Ohnivák
- 1998: Milenec lady Chatterleyové
- 1998: Ex offo
- 1999: Powrót idioty (Návrat idiota)
- 1999: Hotel Herbich
- 2000: Król sokołów (Král sokolů)
- 2000: Případy detektivní kanceláře Ostrozrak – serial TV
- 2001: Oszalała ziemia (Zdivočelá země) – serial TV
- 2001: Uniforma
- 2001: Múza je hrůza
- 2001: Ani svatí ani andělé
- 2002: O ztracené lásce
- 2003: Szpital na peryferiach po dwudziestu latach (Nemocnice na kraji města po dvaceti letech) – serial TV
- 2004: Snowboardziści (Snowboarďáci)
- 2004: Post coitum
- 2004: Milenci a vrazi
- 2004: In nomine patris
- 2005: Klinika życia (Ordinace v růžové zahradě) - serial TV
- 2006: Reguły kłamstwa (Pravidla lži)
- 2007: Klinika życia 2 (Ordinace v růžové zahradě 2) – serial TV
- 2007: Hraběnky – serial TV
- 2008: Vy nám taky, šéfe!
- 2008: Na vlastní nebezpečí
- 2009: Soukromé pasti
- 2009: Divnovlásky
- 2010: Kriminálka Staré Město – serial TV
- 2010: Doktor od jezera hrochů
- 2011: Hranaři
- 2012: Święta czwórca (Svatá čtveřice)
- 2012: Całujesz jak szatan (Líbáš jako ďábel)
- 2013: Niewinne kłamstwa (Nevinné lži) – serial TV
- 2014: Niewidzialni (Neviditelní) – serial TV
- 2015-18: Labirynt (Labyrint) – serial TV
- 2016: Sezn@mka
- 2016: Skazany na miłość (Bezva ženská na krku)
- 2017: Četníci z Luhačovic – serial TV
- 2017: Piekielna kopalnia (Dukla 61) – serial TV
- 2017: Lajna
- 2017: Wyprawa z tatą (Špunti na vodě)
- 2017: Najlepszy przyjaciel (Nejlepší přítel)
- 2018: Czego pragną mężczyźni (Po čem muži touží)
- 2019: Przez palce (Přes prsty)
- 2019: Lajna 2
- 2019: Aleja Narodowa (Národní třída)
- 2019: Babeczki (Bábovky)
- 2021: Matki (Matky)
- 2021: Pierwotniak, Piękniś, Kropka i Karel (Prvok, Šampón, Tečka a Karel)
- 2022: Czego pragną mężczyźni 2 (Po čem muži touží 2)
- 2023: Kłopoty w raju (Ostrov)[1][2]